# Інститут історії мистецтв Нідерландів
52°04′54″ пн. ш. 4°19′39″ сх. д. / 52.0816° пн. ш. 4.3275° сх. д.

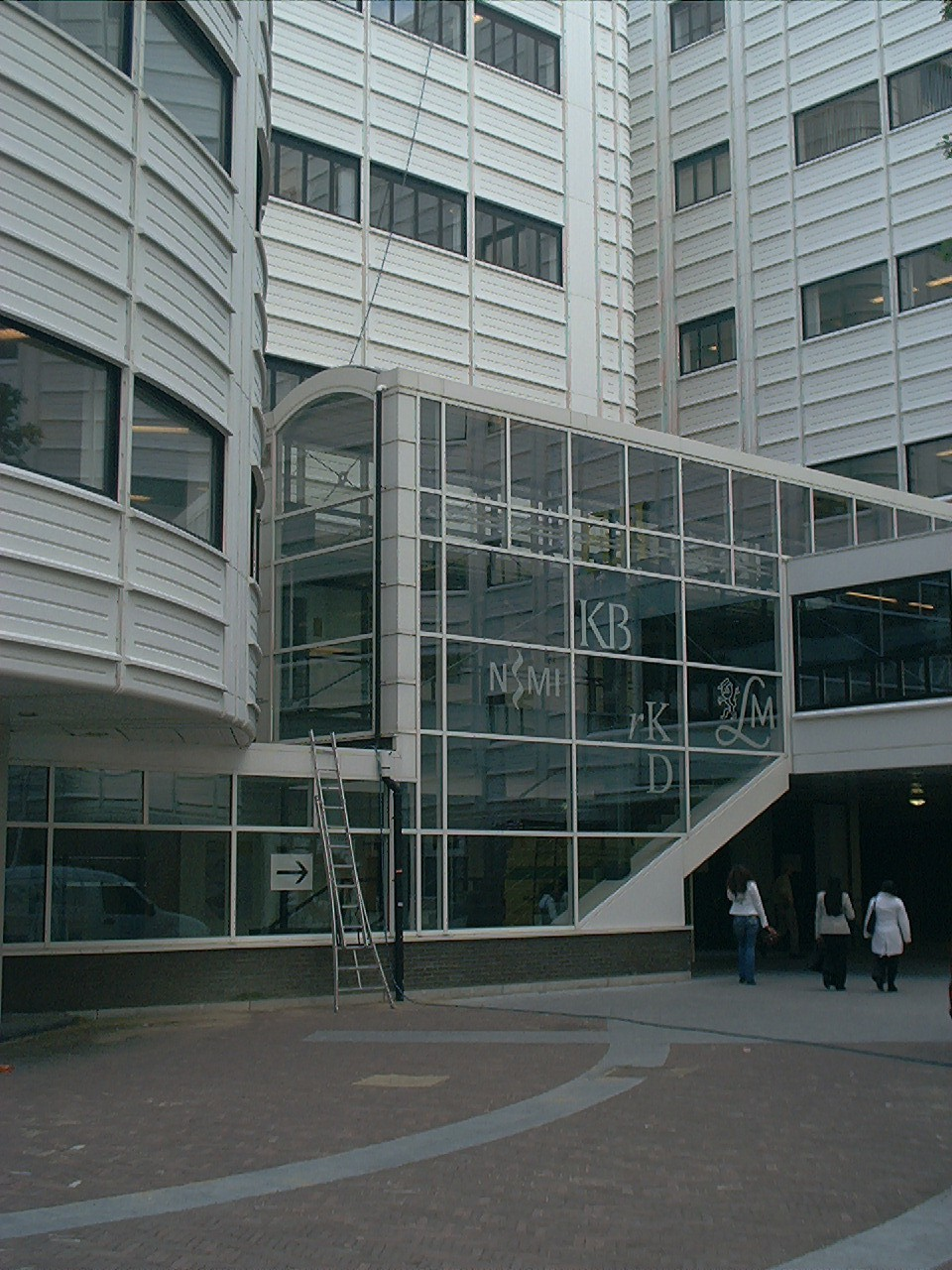
Як видно з логотипів на вікні, Nederlands Letterkundig Museum (LM), Huygens ING, Нідерландський музичний інститут (NMI) та Koninklijke Bibliotheek.

Нідерландський інститут історії мистецтв або RKD (нідерландський: RKD-Nederlands Instituut voor Kunstgeschiedenis), раніше Rijksbureau voor Kunsthistorische Documentatie (RKD) — розташований у Гаазі та є найбільшим центром історії мистецтва у світі. Центр спеціалізується на документації, архівах та книгах про західне мистецтво від пізнього Середньовіччя до сучасності. Все це відкрито для громадськості, і більша частина з них оцифрована та доступна на їх вебсайті. Основна мета бюро — збирати, класифікувати та робити доступними мистецькі дослідження, особливо у галузі голландських майстрів.
За допомогою доступних баз даних відвідувач може отримати уявлення про архівні свідчення про життя багатьох художників минулих століть. Бібліотеці належить приблизно 450 000 назв, з яких приблизно 150 000 — це аукціонні каталоги. Є близько 3000 журналів, з яких 600 зараз мають передплату. Хоча більша частина тексту голландською мовою, стандартний формат запису включає посилання на бібліотечні записи та зображення відомих творів, які включають англійську та голландські назви.
РКД також керує голландською версією Тезауруса мистецтва та архітектури, тезауруса термін для управління інформацією про мистецтво та архітектуру. Оригінальна версія — ініціатива дослідницького інституту Гетті в Лос-Анджелесі, штат Каліфорнія.

## Історія
Колекцію розпочали за заповітом Фрітс Лугт, історик мистецтва та власник масивної колекції малюнків та гравюр, та Корнеліс Хофстеде де Гроот (1863–1930), колекціонер, історик мистецтва та куратор музею. Їхнє заповідання лягло в основу як колекції мистецтв, так і бібліотеки, яка зараз здебільшого розміщується в бібліотеці Koninklijke (Національна бібліотека).

## Вебсайт з відкритим доступом
Хоча не всі фонди бібліотеки оцифровані, більшість її метаданих доступні в Інтернеті. Сам вебсайт доступний як в голландському, так і в англійському інтерфейсі користувача.

### Сторінки художників в Інтернеті
У базі даних виконавців RKDartists кожному художнику присвоюється номер запису. Для безпосереднього посилання на сторінку художника використовуйте код, вказаний внизу запису, зазвичай у формі: https://rkd.nl/uk/explore/artists/, [Архівовано 10 березня 2016 у Wayback Machine.] а потім номер запису художника. Наприклад, номер запису виконавця для Сальвадора Далі — 19752, тому на його сторінку  RKD можна посилатися. 

### Сторінки творів мистецтва в Інтернеті
У базі даних зображень RKDimages кожному ілюстрації присвоюється номер запису. Для безпосереднього посилання на сторінку ілюстрації використовуйте код, вказаний внизу запису, як правило, у формі: https://rkd.nl/en/explore/images/, [Архівовано 15 січня 2021 у Wayback Machine.] за якою слідує номер запису ілюстрації. Наприклад, номер запису твору «Нічний дозор» - 3063, тому на сторінку твору RKD можна посилатися. 

### Інтернет-тезаурус художніх термінів
Тезаурус мистецтва та архітектури також призначає запис для кожного терміну, але на них не можна посилатися в Інтернеті за номером запису. Швидше, вони використовуються в базах даних, і в базах даних можна шукати терміни. Наприклад, картина під назвою "Нічний дозор" є картиною міліції, і всі записи, що відповідають цьому ключовому слову (нідерландська: algemene trefwoord ), можна побачити, вибравши це на екрані зображення. 
Тезаурус — це сукупність загальних термінів, але РКД також містить базу даних для альтернативної форми опису творів мистецтва, яка сьогодні в основному наповнена біблійними посиланнями. Це база даних iconclass . Щоб побачити всі зображення, що зображують танець Міріам, відповідний код класу ікон 71E1232 може бути використаний як спеціальний термін пошуку. 

## Зовнішні посилання
- Офіційний сайт
- Пряме посилання на бази даних (художники, зображення, література) [Архівовано 19 липня 2018 у Wayback Machine.]
- Голландська версія Тезаурусу мистецтва та архітектури [Архівовано 28 січня 2012 у Wayback Machine.]